# Rhaphidostegium balansaeanum
Rhaphidostegium balansaeanum là một loài rêu trong họ Sematophyllaceae. Loài này được (Besch.) Besch. mô tả khoa học đầu tiên năm 1880.